# Kirchenbeitrag
In Österreich zahlen Mitglieder der katholischen, der evangelischen und der altkatholischen Kirche einen Kirchenbeitrag. Mitglieder der IKG bezahlten bis 1998 eine Kultussteuer. Gesetzliche Grundlage sind das Kirchenbeitragsgesetz von 1939, das die Einziehung im eigenen Verantwortungsbereich über Kirchenbeitragsstellen vorsieht und die Durchführungsverordnung zum Kirchenbeitragsgesetz, sowie auf deren gesetzlicher Basis die kirchenrechtlichen Beitragsordnungen.
Die Festlegung der Berechnungsgrundlagen sowie die individuelle Berechnung der Kirchenbeiträge wird von den Kirchen und Religionsgemeinschaften selbst vorgenommen. Als Beitragsgrundlage wird bei der römisch-katholischen und bei den evangelischen Kirchen das steuerpflichtige Einkommen nach Einkommensteuergesetz 1988 (EStG) angesetzt, unter weiterer Berücksichtigung kircheneigener Absetzbeiträge bzw. Ermäßigungen, die altkatholische Kirche setzt auf das Jahresnettoeinkommen als Grundlage (siehe im Detail unten in den zugehörigen Abschnitten). Da die Kirchen und Religionsgemeinschaften jedoch keine staatlichen Informationen über das Einkommen und weitere für die Berechnung notwendigen Daten ihrer Mitglieder bekommen, sind sie auf deren freiwilligen Offenlegungen angewiesen, andernfalls können die Einkommen zur Berechnung nur geschätzt werden. Schätzungen zufolge entgehen den Kirchen deshalb etwa 40 Prozent der möglichen Einnahmen.
Aus einkommensteuerlicher Sicht sind gemäß § 18 Abs. 1 Z 5 EStG „verpflichtende Beiträge an Kirchen und Religionsgesellschaften, die in Österreich gesetzlich anerkannt sind“, als Sonderausgaben absetzbar; seit März 2024 bis zu einem Höchstbeitrag von 600 Euro.

## Geschichte
Bis 1780 hatte die Kirche ihren Aufwand hauptsächlich aus eigenem Vermögen und aus Erträgen ihres Grundbesitzes bestritten.
In der Regierungszeit von Kaiser Joseph II. (1780–1790) wurden  viele Klöster, Stifte und Kirchen aufgelöst. Aus diesen Erlösen wurde der sogenannte Religionsfonds geschaffen, der unter staatlicher Verwaltung stand. Mit diesem wurde der Klerus besoldet und die Pfarren finanziert. Zusätzlich wurden staatliche Zuschüsse gewährt.
Nach dem „Anschluss“ Österreichs stellte Hitlers Regime 1939 die Zahlungen an die Kirche ein, beschlagnahmte den Religionsfonds und schuf das Kirchenbeitragsgesetz. Dies galt für die katholische Kirche, die evangelische Kirche augsburgischen und helvetischen Bekenntnisses und die altkatholische Kirche in der Ostmark.
Nach dem Ende des Krieges wurde das Kirchenbeitragsgesetz in die österreichische Rechtsordnung übernommen.
Der katholische Kirchenhistoriker Rudolf Karl Höfer bezeichnet das System der Kirchenbeiträge als „Relikt des Nationalsozialismus“.

## Höchstgerichtliche Rechtsprechung

### Individualanträge 1981
Der Verfassungsgerichtshof (VfGH) wies 1981 Individualanträge auf Aufhebung der §§ 1 bis 3 des Kirchenbeitragsgesetzes, GBlÖ. Nr. 543/1939, und der §§ 1 bis 3 der 1. Durchführungsverordnung zum Kirchenbeitragsgesetz, GBlÖ. Nr. 718/1939 in der Fassung GBlÖ. Nr. 1408/1939, zurück. Die Begründung (Auszug):

„Allein schon aus dem Inhalt der angefochtenen Bestimmungen ergibt sich, daß dadurch nicht unmittelbar in die Rechtssphäre einer Person eingegriffen wird. Der VfGH vertritt in langjähriger Rechtsprechung (VfSlg. 3039/1956, 9199/1981) die Rechtsauffassung, daß die Kirchenbeitragsschuldigkeiten zivilrechtliche Verpflichtungen sind. Ein aktueller Eingriff in die Rechtssphäre einer Person iS der Art. 139 Abs. 1 und Art. 140 Abs. 1 B-VG erfolgt erst durch eine gerichtliche Entscheidung, die auf Grund einer nach den angefochtenen Bestimmungen erlassenen Kirchenbeitragsordnung gefällt wird. Der Verordnungs- und Gesetzesprüfungsantrag war daher wegen des Fehlens der Antragsberechtigung zurückzuweisen, ohne daß geprüft zu werden braucht, ob nicht auch andere Gründe für die Zurückweisung des Antrages vorliegen.“

### VfGH-Beschwerde 2013
Eytan Reif, Mitgründer und Sprecher der „Initiative Religion ist Privatsache“, legte am 16. August 2013 Beschwerde beim Verfassungsgerichtshof ein, weil seine Beiträge an die Initiative nicht einkommenssteuermindernd wirken, um genau die steuerliche Absetzbarkeit von Kirchenbeiträgen als Privileg von religiösen Glaubensgemeinschaften (Kirchen) zu bekämpfen. Der Verfassungsgerichtshof hat die Beschwerde abgewiesen und ausgeführt, dass die steuerliche Absetzbarkeit von Kirchenbeiträgen in den Gestaltungsspielraum des Gesetzgebers fällt.

## Beitragsberechnungen der christlichen Kirchen

### Römisch-katholische Kirche

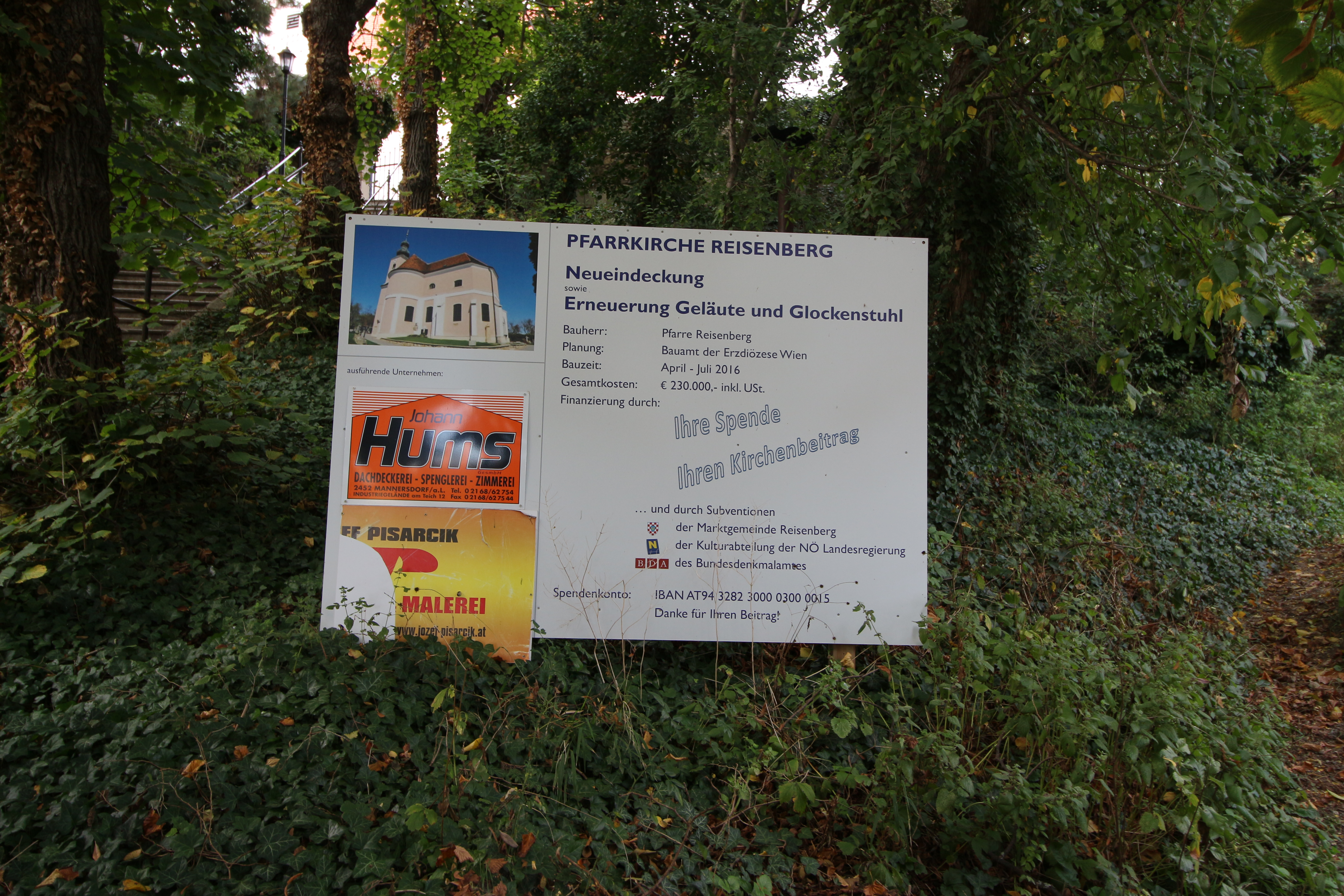
Verwendung des Kirchenbeitrags bei der Renovierung der Pfarrkirche in Reisenberg

Der Kirchenbeitrag wird über Kirchenbeitragsstellen eingehoben. Die Grundformel bei Einkommen heißt 1,1 Prozent des steuerpflichtigen Einkommens, abzüglich eines Absetzbetrages von 60 Euro (Stand 2025) und diversen Ermäßigungen, wie für Alleinverdiener, Kinder, Senioren, außergewöhnliche Belastungen und anderes mehr. Für Land- und Forstwirte gibt es eine gesonderte Berechnung. Die gesamten Einnahmen der österreichischen Diözesen durch den Kirchenbeitrag beliefen sich im Berichtsjahr 2017 auf 461 Mio. Euro. Die Einnahmen aus dem Kirchenbeitrag machen im Durchschnitt aller österreichischen Diözesen damit knapp 76 Prozent der Einnahmen aus.
Im August 2016 kritisierte – gerichtet an die Bischöfe Österreichs – ein Pfarrgemeinderats-Mitglied aus Feldkirch-Gisingen, Vorarlberg die Praxis, aushaftende Kirchenbeiträge mitunter durch Pfändungen einzutreiben. Dies betraf zu diesem Zeitpunkt in Vorarlberg rund 300 von 150.000 Zahlungspflichtigen.

### Evangelische Kirche
Die Evangelische Kirche (A.B. und H.B.) darf auf Grund des Bundesgesetzes vom 6. Juli 1961 über äußere Rechtsverhältnisse der Evangelischen Kirche (BGBl. Nr. 182/1961, dem sogenannten Protestantengesetz 1961, Kirchenbeiträge und Gemeindeumlagen einheben. Der gesamte Kirchenbeitrag wird direkt von der jeweiligen Pfarrgemeinde eingehoben. „Kirchenbeitragspflichtig ist jede(r) evangelische ChristIn mit Wohnsitz oder Hauptwohnsitz in Österreich ohne Rücksicht auf die Staatsangehörigkeit ab jenem Jahr in dem sie/er das 20. Lebensjahr vollendet.“ Befreit sind Schüler, Lehrlinge, Studenten sowie Präsenz- und Zivildiener, sowie von zwei evangelischen Ehepartnern jener, der ausschließlich im Haushalt tätig ist.
Die Höhe des Kirchenbeitrages beträgt 1 % des steuerpflichtigen Einkommen des Vorjahres (abzüglich eventueller Freibeträge für Alleinverdiener und Kinder). Davon wird der allgemeine Absetzbetrag von 44 Euro abgezogen.
Hinzu kommt eine Gemeindeumlage, die bis zu 25 % des Kirchenbeitrags beträgt. Sie wird von jeder Kirchengemeinde nach dem jeweiligen Finanzbedarf festgesetzt.

### Altkatholische Kirche
Die Altkatholische Kirche Österreichs ist gemäß dem Kirchenbeitragsgesetz und seiner Durchführungsverordnung grundsätzlich berechtigt, einen Kirchenbeitrag einzuheben. Die Erlassung der Kirchenbeitragsordnung obliegt im Sinne der Durchführungsverordnung zum Kirchenbeitragsgesetz (GBlÖ. Nr. 718/1939) dem Synodalrat der Kirche (§ 1 Z 3). Der Synodalrat ist das kollegiale Leitungsorgan der Kirche und besteht aus drei Geistlichen und sechs Laien. Synodalrat und Bischof bilden die Kirchenleitung. Die Einhebung des Kirchenbeitrags erfolgt zentral über die Kirchenbeitragsstelle, die beim Synodalrat in Wien angesiedelt ist. Der Beitrag wird aufgrund des Einkommens festgesetzt. Im Regelfall wird er 1,1 % des Jahresnettoeinkommens betragen, für geringere Einkommen gibt es Sätze von 0,5 % oder 0,8 % des Einkommens. Die Festsetzung des tatsächlichen Kirchenbeitrags und allfällige Änderungen erfolgen im direkten Gespräch mit der Kirchenbeitragsstelle oder dem örtlich zuständigen Pfarrer (oder der Pfarrerin).

## Andere Religionsgemeinschaften

### Freikirchen
Bei den Freikirchen in Österreich gibt es keinen verpflichtenden Kirchenbeitrag. Da sich die Mehrzahl der Mitglieder aktiv am Gemeindeleben beteiligt, gibt es eine große Bereitschaft, finanzielle Unterstützung zu leisten, so dass Räume gemietet, Gebäude gekauft oder gebaut werden können. Außerdem werden einzelne Mitarbeiter (z. B. Pastoren) angestellt.

### Buddhistische Religionsgesellschaft
Die Österreichische Buddhistische Religionsgesellschaft (ÖBR) erhebt seit ihrer Gründung 1983 keinen Kultusbeitrag. Finanziert werden die Ausgaben der ÖBR durch Spenden.

### Israelitische Kultusgemeinde
Die Israelitischen Kultusgemeinden erheben einen einkommensunabhängigen Jahresbeitrag.

## Rechtsquellen
- Gesetz über die Erhebung von Kirchenbeiträgen im Lande Österreich. GBlÖ. Nr. 543/1939, in der jeweils geltenden Fassung im Rechtsinformationssystem des Bundes (RIS).
- Verordnung … (Anm.: gegenstandslos), wodurch Vorschriften zur Durchführung und Ergänzung des Gesetzes über die Erhebung von Kirchenbeiträgen im Lande Österreich, G. Bl. Nr. 543/1939, erlassen werden, GBlÖ. Nr. 718/1939, in der jeweils geltenden Fassung im RIS.